# Nilobezzia
Nilobezzia is een geslacht van stekende muggen uit de familie van de knutten (Ceratopogonidae).

## Soorten
- N. brevicornis (Wirth, 1952)
- N. formosa (Loew, 1869)
- N. mallochi Wirth, 1962
- N. minor (Wirth, 1952)
- N. posticata (Zetterstedt, 1850)
- N. schwarzii (Coquillett, 1901)
- N. zibanensis Clastrier, 1962